# Кенет Бърк
Кенет Бърк (на английски: Kenneth Duva Burke) е американски философ, езиковед и е един от водещите теоретици в областта на литературата. Основните му интереси са реториката и естетиката.

## Биография
Роден е на 5 май 1897 г. в Питсбърг, щата Пенсилвания, САЩ. Негов съученик е бъдещият влиятелен литературен критик Малкълм Каули. Постъпва в университета на щата Охайо, но прекарва там само един семестър. Не завършва и Колумбийския университет, защото избира да стане писател на свободна практика.
В Гринуич Вилидж се запознава с представители на нюйоркския авангард (Харт Крейн и др.). От 1917 г. започва да се изявява като новелист, публикува и сборник с разкази (1924). Издава модернисткото списание Dial („Циферблат“, 1923) и въвежда в него раздел с музикална критика (1927 – 1929). По-късно пише музикални ревюта за вестник Nation (1934 – 1936). Превежда новелата на Томас Ман „Смърт във Венеция“ (1924). Води кореспонденция с мнозина от най-големите американски писатели (Уилям Карлос Уилямс, Мериън Мур, Робърт Пен Уорън, Ралф Елисън, Катрин Ан Портър и др.). Преподава в Чикагския университет, Екол нормал супериор в Париж, Принстън, Харвард.
Умира от инфаркт на 19 ноември 1993 г. във фермата си в Андовър, щата Ню Джърси, на 96-годишна възраст.

## Влияние
Върху Бърк силно влияние оказват идеите на Карл Маркс, Зигмунд Фройд и Фридрих Ницше. Но също и на социолога Торстайн Веблен. Сред мислителите, които са повлияни от самия Бърк, са Харолд Блум, Станли Кавел, Сюзън Зонтаг (която е негова студентка в Чикагския университет), Едуард Саид, Рене Жирар, Фредерик Джеймисън и Клифърд Гиърц.
Бърк не иска да го причисляват към която и да е философска или политическа мисловна школа. Той е сред големите критици на марксизма, който определя интелектуалния климат на литературната критика в САЩ през 30-те години. Политическите и социалните символи заемат централно място в идеите на Бърк в течение на цялата му кариера. Според Бърк риториката може да помогне на хората да разберат, „какво се има предвид, когато казваме, че хората правят нещо и защо те го вършат“. Бърк нарича този анализ „драматизъм“.

## Научни интереси
През 30-те години развива философия на литературата в рамките на теорията на комуникацията като символично действие. На тази проблематика е посветена трилогията от най-популярните му трудове (Граматика на мотивите, 1945; Риторика на мотивите, 1950; Езикът като символично действие, 1966). Някои смятат Бърк за близък до школата на символическия интеракционизъм на Ървинг Гофман.